# Gondrame (Páramo)
Gondrame (llamada oficialmente Santa María de Gondrame) es una parroquia y una aldea española del municipio de Páramo, en la provincia de Lugo, Galicia.

## Organización territorial
La parroquia está formada por seis entidades de población, constando cinco de ellas en el nomenclátor del Instituto Nacional de Estadística español:
- Costa (A Costa)
- Eiras (As Eiras)
- Gándara
- Gondrame
- Outeiro
- Treilán

## Demografía

### Parroquia
| Gráfica de evolución demográfica de Gondrame (parroquia) entre 2000 y 2020 |
|                                                                            |
| Datos según el nomenclátor publicado por el INE.                           |

### Aldea
| Gráfica de evolución demográfica de Gondrame (aldea) entre 2000 y 2020 |
|                                                                        |
| Datos según el nomenclátor publicado por el INE.                       |